# Anschläge von Dağlıca und Iğdır 2015
Die Anschläge von Dağlıca und Iğdır ereigneten sich am 6. und 8. September 2015 in den türkischen Provinzen Hakkâri und Iğdır, im äußersten Osten der Türkei. Bei Sprengstoffanschlägen der PKK wurden 16 Soldaten und 14 Polizisten getötet. Es handelte sich um die schwersten Angriffe der PKK seit Ende des Waffenstillstandes im Juli 2015.

## Anschläge von Dağlıca und Iğdır
Am Sonntag, dem 6. September 2015, kam es zu einem Sprengstoffanschlag gegen einen Konvoi der türkischen Armee auf einer Straße zwischen Dağlıca und Yüksekova, die von Minen und Sprengfallen gesäubert werden sollte. Nach Angaben der türkischen Regierung wurden dabei zwei gepanzerte Fahrzeuge schwer beschädigt, 16 Soldaten getötet und sechs weitere verletzt.
Am Dienstag, dem 8. September 2015, kam es zu einem weiteren Sprengstoffanschlag auf einen Minibus mit Polizisten auf einer Straße bei Hasanhan in Aralık. Die Polizisten eskortierten Zollbeamte auf dem Weg zur Kontrollstelle in Dilucu an der aserbaidschanischen Grenze. Dabei wurden 14 Polizisten getötet und zwei verletzt.

## Reaktionen
Ministerpräsident Ahmet Davutoğlu unterbrach eine Reise nach Konya und nahm zusammen mit Stabschef Hulusi Akar und Geheimdienstleiter Hakan Fidan an einer Sicherheitssitzung teil, deren Ergebnis nicht der Öffentlichkeit bekannt gegeben wurde. Davutoğlu kündigte jedoch ein hartes Vorgehen gegen die PKK an und sprach von einer Befreiung der Berge im Nordirak von Terroristen. Präsident Recep Erdoğan sprach von der Absicht einer Zerstörung des Wohles, der Sicherheit und der Stabilität des Landes durch solche Angriffe. Selahattin Demirtaş brach als Reaktion auf den Angriff einen Deutschlandbesuch ab und forderte einen beidseitigen Waffenstillstand.
Die türkische Luftwaffe flog mehrstündige Vergeltungsschläge gegen kurdische Ziele im Nordirak, wobei rund 40 Rebellen getötet worden sein sollen. Zudem überschritten türkische Bodentruppen in einer „kurzfristigen Operation“ die irakische Grenze und nahmen im Gouvernement Dahuk die Verfolgung der mutmaßlichen Täter auf. Dies war der erste Grenzübertritt türkischer Truppen seit 2013.
In mehreren Städten der Türkei kam es zu Demonstrationen gegen die PKK und teilweise gewalttätigen Ausschreitungen gegen prokurdische Vereine und Parteien. Die HDP meldete den landesweiten Angriff auf 126 ihrer Parteigebäude. Bei Mersin blockierten Menschenmassen eine Hauptverkehrsstraße und attackierten Busse, welche in Richtung Kurdenregionen unterwegs waren. In Erzurum besetzten mehrere hundert Demonstranten ein staatliches Bauprojekt, dessen kurdischen Bauherren eine Unterstützung der PKK unterstellt wurde. Zudem kam es laut CNN Türk in Beypazarı zu Angriffen auf kurdische Saisonarbeiter.
Am 8. September vermeldete TRT World die Festnahme zweier Verdächtiger des Anschlags von Iğdır.